# Tinearia boliviensis
Tinearia boliviensis – gatunek muchówki z rodziny ćmiankowatych.
Gatunek ten opisany został w 2011 roku przez J. Ježka, F. Le Ponta, E. Martineza i S. Mollinedo na podstawie okazów odłowionych w miejscowości Circuata.
Ćmiankowaty ten ma C-kształtne oczy, u samca rozsunięte na minimalną odległość równą około średnicy omatidium. Fronotclypeus pośrodku z dużą, trójpłatkowatą łatką włosków – u samca boczne płatki dotykają krawędzi oka a środkowy jest najdłuższy i wąsko łączy się z dołkami na ciemieniu, u samicy natomiast środkowy łączy się z owymi dołkami szeroko. Długość skrzydła wynosi od 1,2 do 1,5 mm u samca i od 1,5 do 1,9 mm u samicy. Ma ono kształt szeroko lancetowanty, jest słabo przydymione i zaopatrzone w wyraźne kępki włosków na wierzchołkach części żyłek. Przezmianki samca 2,7 raza dłuższe niż szersze. Męskie narządy rozrodcze o długim narządzie kopulacyjnym z wyraźnie rozszerzonym i wielokątnym hypandrium. Epiandrium z regularnie rozmieszczonym owłosieniem, rozwiniętym otworem i dwoma kolcowatymi apodemami wewnątrz. W części nasadowej gonostyli widoczne kolczaste guzki. Samicę charakteryzuje płytka subgenitalna o bardzo silnie rozszerzonej podstawie i mocno przewężonym środku.
Owad znany wyłącznie z prowincji Sud Yungas w boliwijskim departamencie La Paz.